# Delikipos
Delikipos (griechisch Δελίκηπος) ist ein Ort im Bezirk Larnaka in Zypern. Bei der letzten amtlichen Volkszählung im Jahr 2021 hatte der Ort 36 Einwohner.

## Lage

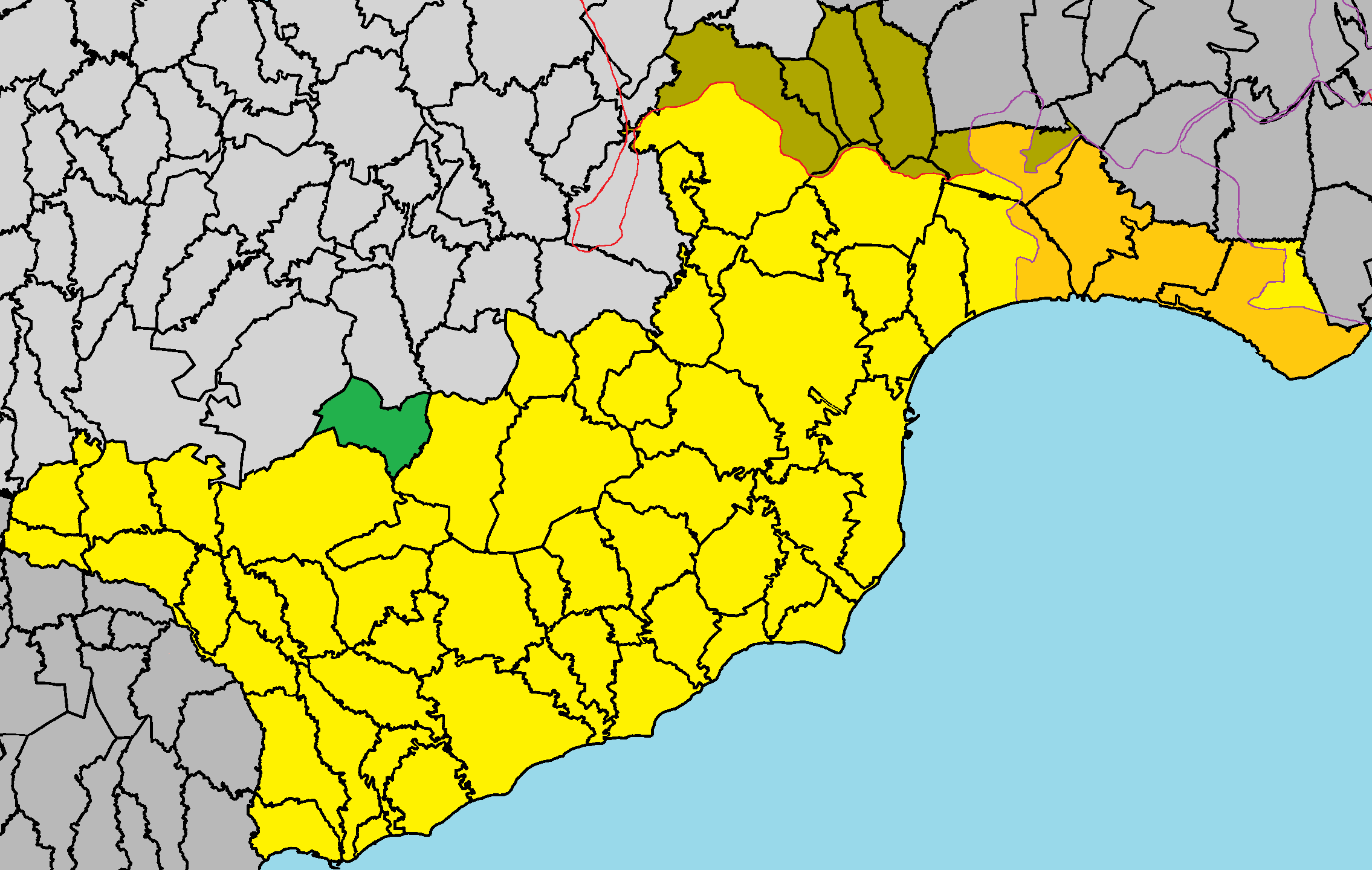
Lage der Gemeinde im Bezirk Larnaka

Delikipos liegt in der südliche Mitte der Insel Zypern auf 289 Metern Höhe, etwa 26 km südlich der Hauptstadt Nikosia, 24 km westlich von Larnaka und 38 km nordöstlich von Limassol.
Der Ort liegt im Inselinneren östlich des Troodos-Gebirges. Nördlich beginnt der Bezirk Nikosia und östlich verlaufen die Autobahn 1 sowie die B1 von Nikosia nach Limassol.
Orte in der Umgebung sind Mathiatis und Sia im Norden, Kornos und Pyrga im Osten, Kato und Pano Lefkara im Südwesten sowie Lythrodontas im Nordwesten.